# Centralia (Waszyngton)
Centralia – miasto w Stanach Zjednoczonych, w stanie Waszyngton, w hrabstwie Lewis. Według spisu w 2020 roku liczy 18,2 tys. mieszkańców. 